# Schwarzschild-Tangherlini-Metrik
In der Allgemeinen Relativitätstheorie wird die höherdimensionale Verallgemeinerung der Schwarzschild-Metrik als Schwarzschild-Tangherlini-Metrik (nach Karl Schwarzschild, Frank R. Tangherlini) bezeichnet. Die allgemeine Form des Linienelements (in Weinbergs Vorzeichenkonvention) ist
{\displaystyle ds^{2}=-{\Big [}1-{\Big (}{\frac {a}{r}}{\Big )}^{d-3}{\Big ]}dt^{2}+{\Big [}1-{\Big (}{\frac {a}{r}}{\Big )}^{d-3}{\Big ]}^{-1}dr^{2}+r^{2}d\Omega _{d-2}^{2},}
wobei {\displaystyle c=1} gesetzt wurde und {\displaystyle d} die Anzahl der Dimensionen der Raumzeit bezeichnet. In der „gewöhnlichen“ Raumzeit wäre also {\displaystyle d=4}. Mit {\displaystyle d\Omega _{d-2}^{2}} wird die Standardmetrik auf der {\displaystyle d-2}-dimensionalen Einheitssphäre {\displaystyle S^{d-2}} bezeichnet, die induktiv definiert ist durch
{\displaystyle d\Omega _{1}^{2}=d\varphi ^{2},\quad d\Omega _{i+1}^{2}=d\theta _{i}^{2}+\sin ^{2}\theta _{i}d\Omega _{i}^{2}\;(i\geq 1),}
wobei die Koordinate {\displaystyle \varphi } Werte zwischen {\displaystyle 0} und {\displaystyle 2\pi } annimmt, während die Koordinaten {\displaystyle \theta _{i}} Werte zwischen {\displaystyle 0} und {\displaystyle \pi } annehmen. Für {\displaystyle d=6} ergibt sich beispielsweise
{\displaystyle d\Omega _{4}^{2}=d\theta _{3}^{2}+\sin ^{2}\theta _{3}d\theta _{2}^{2}+\sin ^{2}\theta _{3}\sin ^{2}\theta _{2}d\theta _{1}^{2}+\sin ^{2}\theta _{3}\sin ^{2}\theta _{2}\sin ^{2}\theta _{1}d\varphi ^{2}.}
Für {\displaystyle d\geq 5} ergibt sich das interessante Ergebnis, dass in dieser Metrik keine stabilen, gebundenen Bahnen massiver Teilchen existieren, die für {\displaystyle d=4} durchaus existieren. Dies sieht man ein, indem man die Bewegung in der Äquatorialebene {\displaystyle \theta _{1}=\theta _{2}=\ldots ={\frac {\pi }{2}}} betrachtet und die Koordinate {\displaystyle u(\varphi )={\frac {a}{r}}} einführt. Aus der Lagrange-Dichte ergibt sich durch Einführung der Erhaltungsgrößen {\displaystyle E} („Energie“) und {\displaystyle l} („Drehimpuls“) die Gleichung
{\displaystyle {\frac {1}{2}}\left({\frac {du}{d\varphi }}\right)^{2}+{\frac {1}{2}}u^{2}-{\frac {1}{2}}u^{d-1}-{\frac {a^{2}}{l^{2}}}u^{d-3}={\frac {a^{2}}{l^{2}}}(E-1),}
wobei die letzten drei Terme auf der linken Seite ein effektives Potential darstellen. Skizziert man den Verlauf über {\displaystyle u}, so erkennt man sofort, dass für {\displaystyle d\geq 5} maximal ein bzw. genau ein ({\displaystyle d\geq 6}) Extremalpunkt existiert. Somit ist jede Teilchenbahn entweder unbeschränkt oder führt in die Singularität bei {\displaystyle u=\infty }.